# بداهه (فیلم ۱۹۹۱)
بداهه (به انگلیسی: Impromptu) فیلمی محصول سال ۱۹۹۱ و به کارگردانی جیمز لاپینه است. در این فیلم بازیگرانی همچون جودی دیویس، هیو گرانت، مندی پتینکین، برنادت پیترز، جولیان سندز، رالف برون، ژرژ کورافاس، آنتون راجرز، اما تامپسون و آنا مسی ایفای نقش کرده‌اند.